# Grot van Lorette-Rochefort
De Grot van Lorette-Rochefort is een onderaardse druipsteengrot in Rochefort in de Belgische provincie Namen, op een steenworp afstand van de Grotten van Han. Afhankelijk van het weer buiten de grot, is de temperatuur erbinnen tussen de 2 en de 13 graden. De grot biedt een slaapplek voor vleermuizen, en verder zitten er ook enkele kleine insecten en spinnen in de grot. De rivier de Lhomme, die ooit door de grotten heen stroomde, stroomt nu door lager gelegen delen van de berg. Vissen die zich onverhoopt in het water mochten bevinden, overleven er slechts enkele dagen.
De grot bevat zes zalen, waarvan de grootste en hoogste (35 meter) de sabbatszaal genoemd wordt. Deze zaal, die zich 65 meter onder de aarde bevindt, dankt haar naam aan de vermeende "heksensabbat" die er volgens de praatjes van de eerste bezoekers gehouden werd want ze troffen daar een grote opperheks aan, die hoog gezeten vanuit haar stoel naar omlaag keek, waar een groep andere heksen een heksenkring vormden.
Om de grot van haar sinistere reputatie te ontdoen, werd de grot nog niet zo lang geleden omgedoopt tot "Lorette", vernoemd naar de Madonna van Loretto-kapel in de nabijheid van de grot.
De grot is onder begeleiding van een gids te bezoeken. Naast de sabbatszaal, waarin tijdens het bezoek al meer dan 100 jaar een kleine heteluchtballon wordt opgelaten om de hoogte van de grot te benadrukken, leidt de route sinds 2003 ook door de kleinere onderaardse zaal "het Cataclysme".

## Voetnoot
1. ↑  Van druipsteen, uiteraard